# Gnilik jednobarwny
Gnilik jednobarwny (Hister unicolor) – gatunek chrząszcza z rodziny gnilikowatych i podrodziny Histerinae.

## Taksonomia
Gatunek opisany został w 1758 roku przez Karola Linneusza.

## Opis
Ciało długości od 5 do 8 mm. Czułki brunatne z buławką barwy czerwonej. Zarówno wewnętrzne, jak i zewnętrzne bruzdki przedplecza skrócone. Epipleury przedplecza nieowłosione. Pokrywy zaokrąglone, a przed wierzchołkiem słabo wgniecione. Ich bruzdki grzbietowe na danie punktowane, a czwarta i przyszwowa w nasadowej części skrócone. Wewnętrzna bruzdka podbarkowa sięga zwykle za połowę długości pokryw, a zewnętrzna jest skrócona. Pygidium i propigidium opatrzone drobnymi i grubymi punktami.

## Biologia i ekologia
Bytuje pod padliną, w odchodach bydlęcych, pod gnijącymi roślinami, w nawozach, grzybach oraz na wypływającym soku drzew.

## Rozprzestrzenienie
Gatunek eurosyberyjski. W Europie wykazany został ze wszystkich państw, z wyjątkiem Mołdawii, San Marino, Monako i Watykanu. Ponadto znany z Kaukazu, Syberii i Mongolii.
W Polsce występuje podgatunek H. u. unicolor, pospolity w całym kraju, ale rzadko wykazywany.